# Karaczany Niemiec
Karaczany Niemiec – ogół taksonów owadów z rzędu karaczanów (Blattodea) stwierdzonych na terenie Niemiec.

## Karaczanowate(Blattidae)
- Blatta orientalis Linnaeus, 1758[1] – karaczan wschodni
- Periplaneta americana (Linnaeus, 1758)[2] – przybyszka amerykańska

## Prusakowate(Blattellidae)
- Blattella germanica (Linnaeus, 1767)[3] – karaczan prusak
- Capraiellus panzeri (Stephens, 1835)[4]
- Ectobius erythronotus Burr, 1898 – doniesienie niepewne[5]
- Ectobius lapponicus (Linnaeus, 1758)[6] – zadomka polna
- Ectobius lucidus (Hagenbach, 1822)[7]
- Ectobius pallidus (Olivier, 1789)[8]
- Ectobius sylvestris (Poda, 1761)[9] – zadomka leśna
- Ectobius vittiventris (Costa, 1847)[10]
- Phyllodromica maculata (Schreber, 1781)[11] – bezżyłka plamista
- Supella longipalpa (Fabricius, 1798)[12]